# Wollweberturm

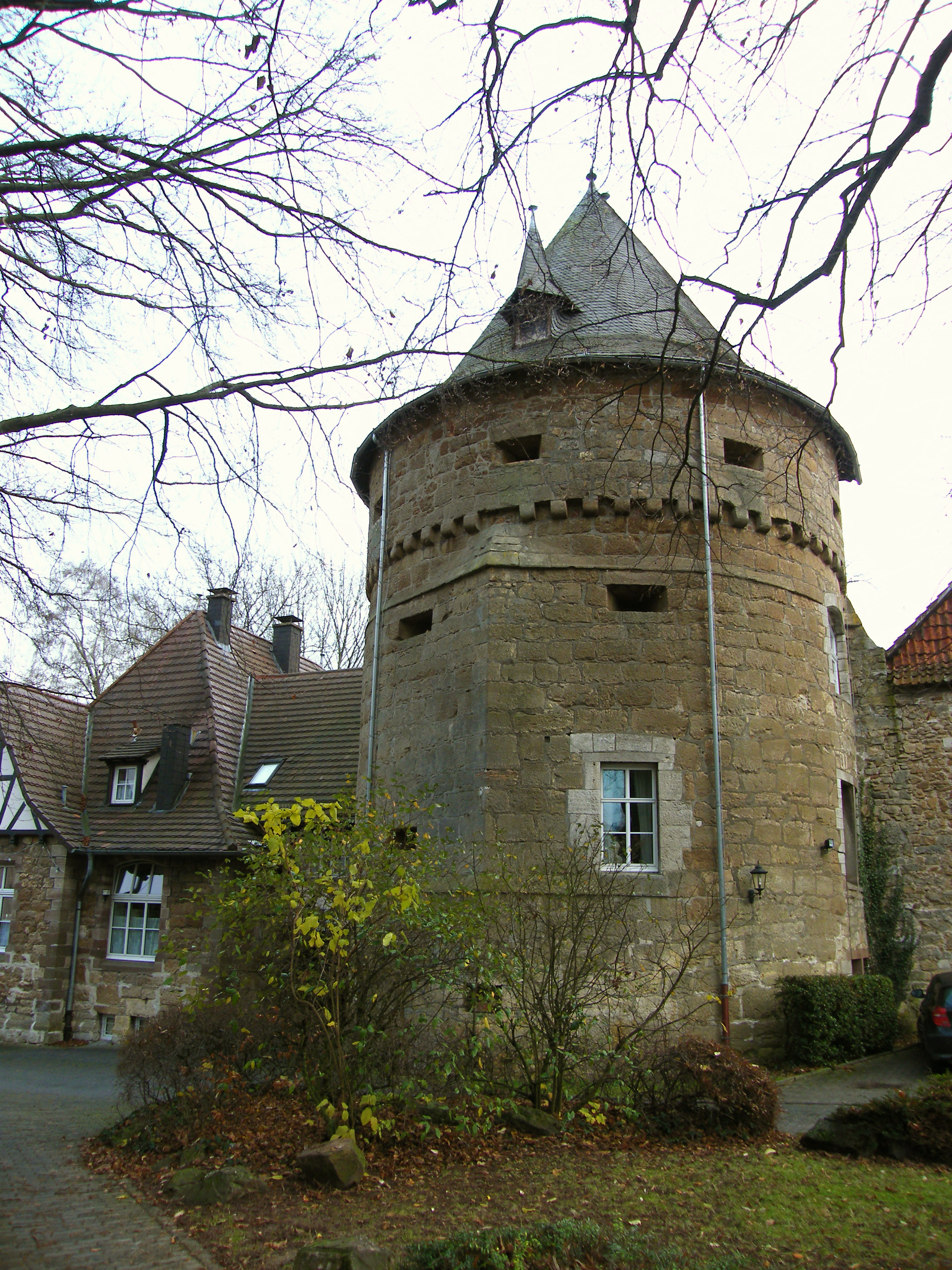
Der Wollweberturm

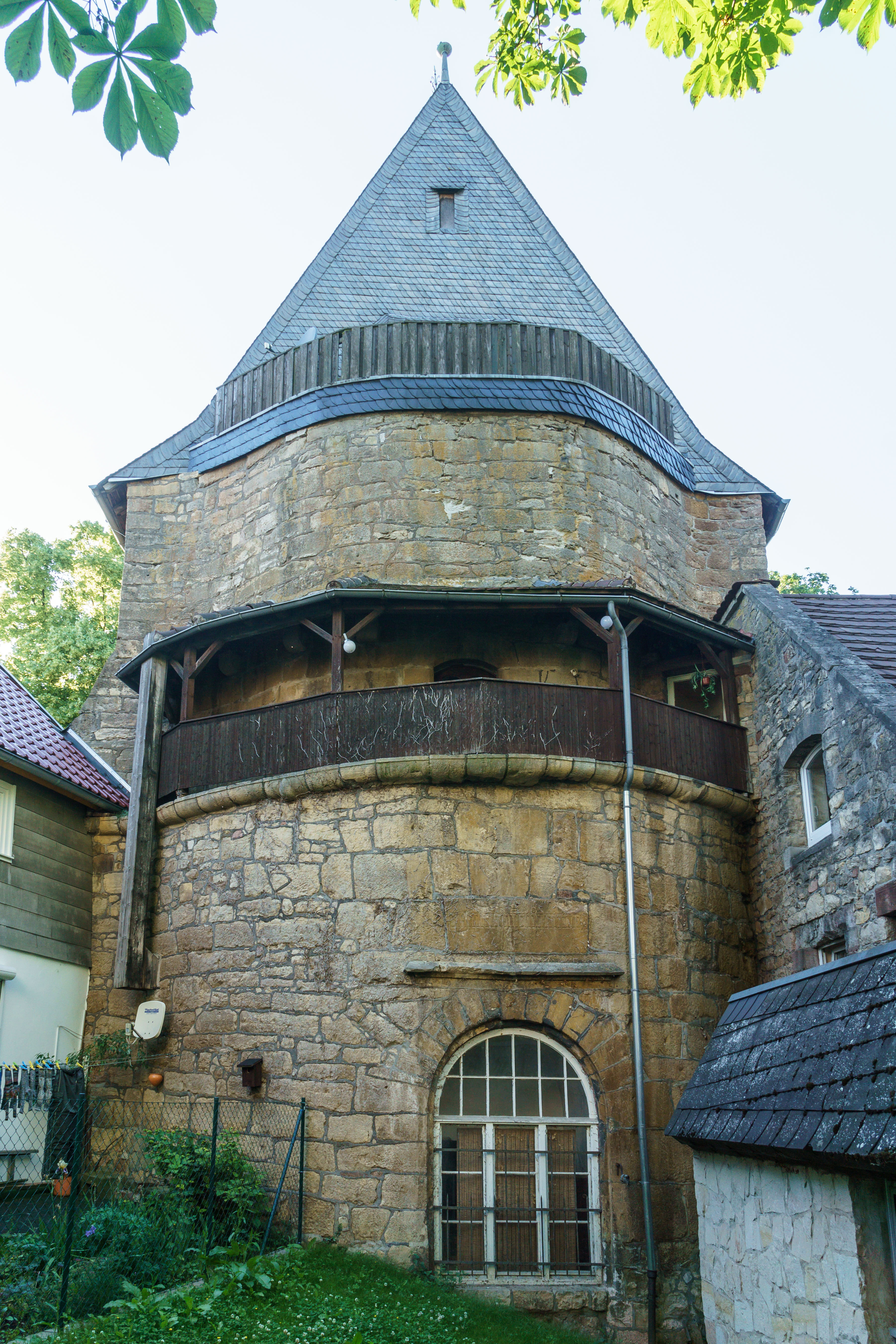
Der Wollweberturm, Stadtseite

Der Wollweberturm, auch Herrschaftlicher Turm genannt, ist ein mittelalterlicher Wehrturm der Stadtmauer in Korbach im nordhessischen Landkreis Waldeck-Frankenberg.

## Geschichte
Der vierstöckige Turm steht etwa 70 m westlich der Hagenstraße, gegenüber dem Amtsgericht, und wurde wahrscheinlich im 15. Jahrhundert im Zuge der Stadtbefestigung der Korbacher Neustadt erbaut. Die Inschrift eines in den Anfangsjahren des 20. Jahrhunderts beim Umbau des Turms zu Wohnzwecken über dem ursprünglichen Eingang eingemauerten alten Steins suggeriert das Jahr 1505 als Baujahr, und eine Informationstafel am Turm hat die Inschrift: „1505 als Stadtmauerturm erbaut, der von den Wollwebern verteidigt wurde. Auf der Rückseite befindet sich der Wehrgang. Der Turm gehörte später zum Oberen Herrenhof, dem Wohnsitz der Waldecker Grafen. Er wurde um 1900 für Wohnzwecke umgebaut.“ Allerdings ist bisher keineswegs erwiesen, dass die Inschrift des Steins sich tatsächlich auf das Erbauungsjahr bezieht oder lediglich das Jahr einer Renovierung bezeichnet oder ob der Stein nicht sogar aus den Resten der unmittelbar benachbarten und 1715/16 abgerissenen Burg Korbach stammt.
Der Turm mit seinem etwa drei Meter starken Mauerwerk und einem Durchmesser von zehn Metern war der nach dem Tylenturm wohl mächtigste unter Korbachs Wehrtürmen. Seinen Namen verdankt er der Tatsache, dass dieser Abschnitt der Stadtmauer vermutlich von der Zunft der Wollweber zu verteidigen war. Die ebenfalls gebräuchliche Bezeichnung „Herrschaftlicher Turm“ geht darauf zurück, dass er einst an der nordwestlichen Ecke des Areals der Stadtburg des Waldecker Grafenhauses stand.
Die gräfliche Burg wurde 1715/16 abgerissen, um Platz für ein wesentlich größeres Stadtschloss zu machen, was dann aber wegen des Widerstands der Korbacher Bürgerschaft nicht realisiert wurde. Die Korbacher befürchteten einen Machtzuwachs des Fürsten in ihrer Stadt und weigerten sich daher, Friedrich Anton Ulrich (1676–1728) das für die Erweiterung benötigte Bauland zu verkaufen. Der dann für den Fürsten nicht mehr bedeutende Hof wurde verpachtet, und der alte Wehrturm, in dem sich noch bis 1734 das Amtsgefängnis befand, verfiel allmählich – wie auch eine im Stadtarchiv aufbewahrte Photographie aus dem Jahr 1902 zeigt.
Im Jahre 1901 erwarb der Landesbauinspektor Wilhelm Müller (1851–1928) den Turm und die umliegenden Grundstücke von Fürst Friedrich von Waldeck und Pyrmont. Er renovierte den „Wullweber“, baute ihn zu Wohnzwecken aus, ließ in den drei unteren Stockwerken Fenster einbauen und baute an den Turm ein Wohnhaus an, das er „Hagenburg“ nannte und zu dessen Bau noch vorhandene Steine des alten Grafenschlosses verwendet wurden. Außerdem ließ er einen Teil des einstigen Wehrgangs wieder herstellen, einen geschieferten Dachhelm auf den Turm setzen und den bereits erwähnten Stein über dem ursprünglichen Eingang einmauern. Nach Müllers Tod wurden Turm und Wohnhaus 1929 an die Waldecksche Dominialverwaltung verkauft. Das Gebäude diente danach bis in die Jahre nach dem Zweiten Weltkrieg als Forstamt. Heute befindet sich in diesen beiden Gebäuden ein Restaurant.